# 雅奎濟紐
29°2′2″S 53°3′32″W / 29.03389°S 53.05889°W
雅奎濟紐（葡萄牙語：Jacuizinho）是巴西的城鎮，位於該國南部，由南里奧格蘭德州負責管轄，始建於1996年4月16日，面積316平方公里，2010年人口2,507，人口密度每平方公里7.94人。